# No Fun Aloud
No Fun Aloud es el primer álbum de estudio en solitario del músico estadounidense Glenn Frey, guitarrista de Eagles, publicado por la compañía discográfica Asylum Records en mayo de 1982.
Desde su publicación, el álbum recibió en general buenas reseñas de la prensa musical y obtuvo un éxito comercial moderado. Alcanzó el puesto 32 en la lista estadounidense Billboard 200 e incluyó dos sencillos, «The One You Love» y «I Found Somebody», top 40 en la lista Billboard Hot 100. No Fun Aloud fue certificado como disco de oro por la RIAA al vender medio millón de copias en los Estados Unidos. 

## Recepción
En su reseña para Allmusic, Mike DeGagne escribió sobre el álbum: «Es la voz perfectamente guiada de Fley y su impecable talento para la composición de canciones de amor las que hacen este álbum digno de mención». El crítico también señaló que «con la propia asistencia de Frey en la producción, No Fun Aloud se encuentra como un modesto álbum debut».

## Lista de canciones
Todas las canciones compuestas por Glenn Frey y Jack Tempchin excepto donde se anota.

| N.º   | Título                                            | Duración |  |
| 1.    | «I Found Somebody»                                | 4:05     |  |
| 2.    | «The One You Love»                                | 4:34     |  |
| 3.    | «Partytown»                                       | 2:57     |  |
| 4.    | «I Volunteer» (Jack Tempchin, Bill Bodine)        | 4:06     |  |
| 5.    | «I've Been Born Again» (Don Davis, James Dean)    | 4:36     |  |
| 6.    | «Sea Cruise» (Huey "Piano" Smith, Johnny Vincent) | 2:36     |  |
| 7.    | «That Girl» (Glenn Frey, Bob Seger)               | 3:41     |  |
| 8.    | «All Those Lies» (Frey)                           | 4:43     |  |
| 9.    | «She Can't Let Go»                                | 3:11     |  |
| 10.   | «Don't Give Up»                                   | 4:48     |  |
| 39:21 |                                                   |          |  |

## Personal
- Glenn Frey - voz, órgano, sintetizador, bajo, guitarra, piano, batería, teclados, piano eléctrico, coros.
- Wayne Perkins - guitarra acústica.
- Duncan Cameron - guitarra eléctrica.
- Danny "Kootch" Kortchmar - guitarra.
- Josh Leo - guitarra.
- Roger Hawkins - bajo y batería.
- Bryan Garofalo - bajo.
- Bob Glaub - bajo.
- David Hood - bajo.
- Roberto Piñón - bajo.
- Michael Huey - batería.
- John Robinson - batería.
- Allan Blazek - teclados.
- Clayton Ivey - piano.
- David "Hawk" Wolinski - órgano y sintetizador.
- Al Garth - saxofón tenor.
- Greg Smith - saxofón y coros.
- William Bergman - saxofón.
- Harvey Thompson - saxofón.
- Lee Thornburg - trompeta.
- Jim Coile - saxofón.
- Ronnie Eades - saxofón.
- Jim Horn - saxofón.
- Ernie Watts - saxofón.
- John Berry, Jr. - trompeta.
- Jim Ed Norman - orquestación.
- Steve Forman - percusión.
- Heart Attack Horns
- Tom Kelly - coros.
- Marcy Levy - coros.
- Bill Champlin - coros.
- Oren Waters - coros.
- Maxine Waters - coros.
- The Monstertones - coros.
- Urban Azoff - coros.
- Hugh Gotteny - coros.
- Leon Blazek - coros.
- Tommy Obnozzio - coros.
- Maxine Willard Waters - coros.
- Floyd Tempchin - coros.
- Freddy Buffett - coros.
- Buckley Wideface - coros.
- Julia Waters - coros.

## Posición en listas
| País           | Lista                | Posición |
| -------------- | -------------------- | -------- |
| Estados Unidos | Billboard 200        | 33       |
| Países Bajos   | Mega Albums Chart    | 34       |
| Suecia         | Swedish Albums Chart | 39       |